# Саадият
Саадият (араб. جزيرة السعديات‎ — Остров счастья) — естественный остров в Персидском заливе, в 10—11 км к северо-востоку от центра города Абу-Даби.

## История строительства
Остров Саадият — естественный остров-город, в котором будут жить 160 тысяч человек. Попасть на остров Саадият можно с помощью двух намывных автомагистралей, соединяющих его мостами с Абу-Даби.
Этот проект разрабатывает TDIC (Компания по туристическому развитию и инвестированию).
Окончание этого крупномасштабного проекта было запланировано на 2018 год.

## Достопримечательности острова Саадият
На острове планируется разместить девять пятизвёздочных отелей, поля для гольфа и многое другое. Строящийся квартал культуры включает четыре музея:
- Национальный музей имени шейха Зайда[англ.], проект Нормана Фостера.
- Музей Гуггенхайма в Абу-Даби, музей абстрактного искусства, проект Фрэнка Гери.
- Лувр Абу-Даби, проект Жана Нувеля.
- Морской музей, проект Тадао Андо.
- Центр исполнительских искусств (Abu Dhabi Performing Arts Centre), проект Захи Хадид.
- Экскурсионный центр Манарат-аль-Саадият (Manarat Al Saadiyat — «источник просвещения»), открытый в 2009 году, в котором можно узнать подробности о проектах застройки острова.
- Кампус Нью-Йоркского университета в Абу-Даби[англ.]. При университете работает Галерея искусств (NYUAD Art Gallery) — место проведения различных художественных выставок.